# Linnoitus
Linnoitus (en français : forteresse) est le quartier numéro 1 et une zone statistique de Lappeenranta en Finlande. 

## Présentation
Le quartier est situé dans le centre-ville sur une péninsule du Saimaa,.

## Lieux et monuments
Le quartier comprend la forteresse de Lappeenranta qui lui a donné son nom, le  port de Lappeenranta, l'église orthodoxe, le parc Pusupuisto, le théâtre d'été et le château de sable,.